# 30 d'abril
El 30 d'abril és el cent vintè dia de l'any del calendari gregorià i el cent vint-i-unè en els anys de traspàs. Queden 245 dies per finalitzar l'any.

## Esdeveniments
Països Catalans
- 1393, Onda, Regne de València: Joan el Caçador incorpora a la corona aquesta vila, aleshores morisca.
- 1888, Barcelona: Joan Maragall publica L'Oda infinita, un poema que recull la seva teoria poètica.[1]
- 2001, Platja d'Aro: S'inaugurà la Biblioteca Pública Mercè Rodoreda.

Resta del món
- 313, Heraclea Síntica, Tràcia: Batalla de Tziràl·lon entre les tropes dels emperadors August Licini i Maximí II Daia.[2]
- 642, Pampliega, Regne de Toledo: Khindasvint és coronat rei dels visigots.[3]
- 1598, Promulgació de l'Edicte de Nantes, autoritzant la llibertat de culte, pel rei Enric IV de França.[4]
- 1725, Viena, Sacre Imperi Romanogermànic: Els representants de Felip V i de Carles d'Àustria hi signen el tractat de Viena, amb el qual pacten les conseqüències de la Guerra de Successió Espanyola.[5]
- 1902: estrena a la Salle Favart (Teatre Nacional de l'Opéra-Comique) de París de l'òpera Pelléas et Mélisande de Claude Debussy.
- 1939, Nova York: primer discurs televisat: de Franklin D. Roosevelt a l'Exposició Universal de Nova York.
- 1948, Washington, EUA: creació de l'Organització dels Estats Americans (OEA)[6]
- 1975, Saigon, Vietnam del Sud: El Front Nacional d'Alliberament del Vietnam entra a Saigon i ocupa l'ambaixada nord-americana, posant fi a la Guerra del Vietnam.
- 1977, 
  - Buenos Airesː Comencen a reunir-se les Madres de Plaza de Mayo per reclamar els fills segrestats i desapareguts durant la dictadura.[7]
  - Espanya: El govern signa els pactes internacionals de drets civils, polítics, econòmics i socials, que inclouen el de llibertat sindical i el de negociació col·lectiva.
- 1993, Hamburg, Monica Seles és apunyalada per Günter Parche sota l'omòplat durant una eliminatòria del Torneig d'Hamburg.
- 2009, Ginebra, Suïssa: L'Organització Mundial de la Salut decideix utilitzar la denominació Virus de la grip A(H1N1), en lloc de l'utilitzat fins aleshores de grip porcina per al brot de grip per A(H1N1) de 2009.
- 2015, Mercuri (planeta): Finalitza la missió de la Sonda espacial MESSENGER, quan, un cop consumit el combustible, s'estavella a la superfície del planeta.
- 2019, Tòquio (Japó)ː L'emperador Akihito renuncia al tron a favor del seu fill Naruhito.[8]

## Naixements
Països Catalans
- 1877 - Barcelona: Manuel de Montoliu i de Togores, crític i historiador de la literatura (m. 1961).[9]
- 1911 - Catarroja: Ethelvina-Ofelia Raga Selma, compositora, organista, directora d'orquestra i escriptora valenciana, primera dona a dirigir la Banda Municipal de València.[10]
- 1921 - Barcelona: Joan Colom i Altemir, fotògraf català (m. 2017).[11]
- 1944 - Barcelona: Maria Eugènia Aubet i Semmler, arqueòloga catalana (m. 2024).[12]
- 1947 - Barcelona: Jaume Cabré i Fabré, escriptor i guionista català.[13]
- 1953 - Barcelona: Joan Massagué i Solé, científic i farmacèutic català, reconegut com una de les màximes autoritats mundials en investigació del càncer.[14]
- 1958 - Pont de Suert, Alta Ribagorça: Elena Ribera i Garijo, advocada i política catalana.[15]
- 1986 - València: Elena Rosell Aragón, pilot de motociclisme de velocitat valenciana que competeix internacionalment.

Resta del món
- 1331 - Ortés, vescomtat del Bearn: Gastó Febus, que esdevindrà el 1343 Gastó III de Foix i X del Bearn (m. 1391).[16]
- 1777 - Braunschweig, Sacre Imperi Romanogermànic: Carl Friedrich Gauß, matemàtic i científic alemany (m. 1855).[17]
- 1833 - Bordeus: Hortense Schneider, cantant francesa d'opereta, del Segon Imperi.[18]
- 1870 - Komárno, Eslovàquia: Franz Lehár, compositor austríac d'origen hongarès (m. 1948).[19]
- 1871 - Pittsburgh: Louise Homer, fou una contralt estatunidenca (m.1947).[20]
- 1877 - San Francisco: Alice B. Toklas, escriptora membre de l'avantguarda al París del segle xx (m. 1967).[21]
- 1885 - Portogruaro, Itàlia: Luigi Russolo, inventor, pintor i compositor italià (m. 1947).[22]
- 1893 - Wesel (Imperi Alemany): Ulrich Friedrich Wilhelm Joachim von Ribbentrop, ministre d'afers exteriors d'Alemanya des de 1938 a 1945, va ser condemnat a morir a la forca als Judicis de Nuremberg (m. 1946).[6]
- 1900 - Łódź (Polònia): Janina Konarska-Slomimska, pintora, escultora, artista gràfica i il·lustradora polonesa (m. 1975).[23]
- 1901 - Pinsk (Rússia): Simon Kuznets, economista, Premi Nobel d'Economia de 1971 (m. 1985).[24]
- 1902 - Arlington, Dakota del Sud (EUA): Theodore Schultz, economista nord-americà, Premi Nobel d'Economia de l'any 1979 (m.1998).[25]
- 1909 - la Haia: Juliana I dels Països Baixos, fou reina dels Països Baixos (m. 2004).[26]
- 1911 - Pitzling, Alemanyaː Luise Rinser, escriptora alemanya (m. 2002).[27]
- 1916 - Petokey (Michigan, EUA): Claude Elwood Shannon, enginyer electrònic i matemàtic estatunidenc i criptògraf, pare de la teoria de la informació i de les comunicacions digitals (m. 2001).[28]
- 1933 - Abbott, Texas: Willie Nelson, cantant de música country, autor, poeta, actor i activista estatunidenc.[29]
- 1944 - Nova York (EUA): Jill Clayburgh, actriu estatunidenca (m. 2010).[30]
- 1947 - Madrid: Isabel Guerra Peñamaría, pintora hiperrealista  i monja cistercenca espanyola.[31]
- 1949 - Parede, Cascais (Portugal): António Guterres, polític portuguès, Secretari General de les Nacions Unides després d'haver estat Primer Ministre de Portugal.[32]
- 1961 - Fes, Marroc: Eva Illouz, sociòloga i escriptora francomarroquina.[33]
- 1979 - Santiago de Xile: Elisa Rojas, advocada i activista francoxilena.[cal citació]
- 1980 - Vitòria: Tania Lamarca Celada, exgimnasta rítmica basca, medallista olímpica als Jocs Olímpics d'Estiu de 1996 d'Atlanta.[34]
- 1985 - Roix Ha-Àyin, Israel: Gal Gadot, actriu israeliana.
- 1986 - Madrid (Espanya): Alba María Cabello, nedadora de natació sincronitzada madrilenya, guanyadora de dues medalles olímpiques.[35]
- 1988 - L'Havana (Cuba): Ana de Armas, actriu de nacionalitat cubana i espanyola.
- 1992 - Mönchengladbach (Alemanya): Marc-André ter Stegen, porter de futbol alemany.[36]
- 2004 - Harare, Zimbàbue: Tanya Muzinda, pilot de motocròs.[37]

## Necrològiques
Països Catalans
- 1935 - Barcelona: Joana Valls, modista catalana, una de les més rellevants del tombant del s. XX (n. 1855).[38]
- 1947 - Buenos Aires, Argentina: Francesc Cambó, polític català (n. 1876)[39]
- 2015 - Solsona, Catalunya: Manel Casserres i Solé, constructor d'imatgeria festiva.
- 2020 - Barcelonaː Maria Lluïsa Cortada i Noguero, clavecinista i musicòloga catalana (n. 1938).[40]

Resta del món
- 65 - Roma: Marc Anneu Lucà, Lucà, poeta hispanoromà (n. 39)[41]
- 535 - Illa de Martana, llac de Bolsena: Amalasunta, reina dels ostrogots (n. c. 495).
- 783 - Thionville: Hildegarda de Vintzgau, aristòcrata alemanya casada amb Carlemany, mare del seu successor Lluís el Pietós (n. 758).[42]
- 1756 - Barcelona: Bernat Tria, compositor i sacerdot català.[43]
- 1784 - Heks, Principat de Lieja: Francesc Carles de Velbrück, príncep-bisbe del principat de Lieja.
- 1865 - Londres, Anglaterra: Robert FitzRoy, explorador i meteoròleg anglès (n. 1805).[44]
- 1883 - París, França: Édouard Manet, pintor. Considerat un dels pares de l'impressionisme.[45]
- 1891 - Filadèlfia (els EUA): Joseph Leidy, paleontòleg estatunidenc (n. 1823).[46]
- 1933 - París: Anna de Noailles, poetessa francesa d'origen romanès (n. 1876).[47]
- 1943 - Liphookː Beatrice Webb, sociòloga i economista anglesa molt influent, teòrica de l'estat del benestar (n. 1858).[48]
- 1945 - Führerbunker, Berlín, Tercer Reich: Adolf Hitler, dictador del Tercer Reich alemany; i Eva Braun, la seva parella, se suïciden (n. 1889).[6]
- 1972 - Lausana, Suïssa: Clara Campoamor Rodríguez, advocada, escriptora, política i defensora dels drets de la dona.[49]
- 1974 - Rochester (Minnesota), Estats Units: Agnes Moorehead, actriu estatunidenca.
- 1984 - Pamplona, Navarra: Lola Rodríguez Aragón, soprano espanyola, mestra de grans cantants (n. 1910).[50]
- 1989 - Roma, Itàlia: Sergio Leone, director de cinema italià (n. 1929).
- 1994 - Bolonya, Itàlia: Roland Ratzenberger, pilot de curses automobilístiques austríac que va arribar a disputar curses de Fórmula 1.[51]
- 2015 - Nova York, (EUA): Ben E. King, cantant de soul i rhythm and blues estatunidenc (n. 1938).[52]
- 2024 - Nova York: Paul Auster, novel·lista, poeta, guionista i director de cinema estatunidenc (n. 1947).[53]

## Festes i commemoracions
- Dia Internacional del Jazz[54]
- Festa local de Travesseres, a la comarca de la Cerdanya

### Santoral[55]

#### Església Catòlica[56]
- Sants al Martirologi romà (2011): 
  - Quirí de Roma, màrtir (ca. 115)
  - Sofia de Fermo, verge màrtir (ca. 250)
  - Eutropi de Saintes, bisbe (s. III)
  - Diòdor i Rodopià d'Afrodísia, diaques màrtirs (304)
  - Llorenç de Novara, prevere màrtir (361)
  - Mercurial de Forli, bisbe (ca. 370)
  - Donat d'Èuria, bisbe (385)
  - Pomponi de Nàpols, bisbe (536)
  - Aule de Vivièrs, bisbe (s. VII)
  - Earconvald, bisbe (693)
  - Amador, Pere i Lluís de Còrdova, màrtirs (855)
  - Gualfard de Verona, monjo camaldulès (1127)
  - Adjutori de Vernon, monjo (1131)
  - Pius V, papa (1572)
  - Maria de l'Encarnació (Marie Guyard o Martin), religiosa ursulina (1672)
  - Josep Benet Cottolengo, fundador (1842)
  - Josep Tuan, dominic màrtir al Vietnam (1861)
- Beats al Martirologi romà (2011): 
  - Pere el Levita, diaca i monjo (605)
  - William Southerne, prevere màrtir (1618)
  - Benet d'Urbino, caputxí (1625)
  - Pauline von Mallinckrodt, fundadora (1881)
  - Dedë Plan, sacerdot màrtir (1948)
- Sants que no apareixen al Martirologi romà vigent: 
  - Marià d'Acerenza, diaca (303)
  - Hulda de Troyes, monja (450)
  - Forannan de Waulsort, abat (982)
  - Aimó de Verdun, bisbe (1024)
  - Sabina de Jouarre, verge (s. XII)
  - Ventura de Spello (segle xiii)
- Beats que no apareixen al Martirologi romà vigent:
  - Hildegarda de Kempten, reina (785)
  - Rosamunda de Blar, mare (s. XII)
  - Bernat II de Lippe, comte, bisbe de Semgallen (1244)
- Venerables: Aimó de Landecop, monjo (1173)
- Venerats a l'Orde Mercedari: Lluís Puell i 69 companys màrtirs de Montpeller

#### Església Armènia
23 Akehan segons el calendari armeni
- Jaume el Fill del Zebedeu, apòstol (s. I)
- Alexandre de Roma, màrtir (300)
- Marcià, Nicandre, Apol·lo, Lleonci, Ari, Gordió, Perioqui, Silinade, Irene i Papambon, màrtirs a Egipte
- Tesbea i companyes, màrtirs a Pèrsia

#### Església Copta
5 Paixons segons el calendari copte
- Jaume el Fill del Zebedeu, apòstol (s. I)
- Jeremies, profeta i màrtir (s. VI aC)

#### Església Síria Ortodoxa
- Jaume el Fill del Zebedeu, apòstol (s. I)
- Jaume, germà de Jesús, màrtir (s. I)
- Domot i Rodofià d'Afrodísias, màrtirs

#### Església Ortodoxa (segons el calendari julià)
- Se celebren els corresponents al 13 de maig del calendari gregorià.

#### Església Ortodoxa (segons el calendari gregorià)
Corresponen al del 17 d'abril del calendari julià:
- Sants:
  - Jaume el Major, apòstol (s. I)
  - Adaucte, màrtir
  - Quincià i Àtic
  - Màxim d'Efes, prevere màrtir (ca. 250)
  - Jaume, Marià i companys màrtirs de Lambaesis (259)
  - Basili d'Amasia, màrtir
  - Donat d'Èuria, bisbe (385)
  - Efraïm
  - Climent l'Himnògraf, abat d'Estúdion (868)
  - Nikita de Novgorod (1108)
  - Sabas de Zvenigorod, abat (1407)
  - Argira de Prussa, màrtir a Constantinoble (1725)
  - Teodor Bizantí, pintor i nou màrtir (1795)
  - Marta Protasieva, abadessa de Paisius Velitxkovski (1813)
  - Ignasi Briantxanínov de Rússia, bisbe del Caucas (1867)

#### Esglésies luteranes
- David Livingstone, missioner (1873)
- Pandita Ramabai, benefactora (1922)

#### Església anglicana
- Pandita Ramabai, benefactora (1922)